# Замак Шоскомб
„Замак Шоскомб” (енгл. The Adventure of Shoscombe Old Place) је једна од 56 приповедака о Шерлоку Холмсу које је написао Артур Конан Дојл и једна је од дванаест прича у циклусу сакупљеном као Архива Шерлока Холмса (1927). Први пут је објављена у америчком часопису Liberty у марту 1927. године, као и у британском часопису The Strand Magazine следећег месеца. Оригинални наслов „Црни шпанијел” је промењен пре објављивања.

## Радња
Главни тренер коња Џон Мејсон из замка Шоскомб, имања у Беркширу, долази да се посаветује са Шерлоком Холмсом у вези са својим господарем, сер Робертом Норбертоном. Мејсон мисли да је он полудео. Сер Робертова сестра, леди Беатрис Фалдер, поседује Шоскомб, али ће се вратити брату њеног покојног мужа када она умре. Имање поседује коња, Шоскомб Принца, за кога се Сер Роберт нада да ће победити на дербију. Он би решио све своје дугове ако би се то заиста догодило.
Мејсон није сасвим сигуран шта жели да Холмс истражи, али на имању су се десиле бројне чудне промене:
- Зашто је леди Беатрис одједном одустала од своје уобичајене навике да застане и поздрави свог омиљеног коња? Зашто се она само провоза у својој кочији?
- Зашто је сер Роберт у последње време почео да се понаша растресено?
- Зашто је поклонио пса своје сестре комшији гостионичару?
- Зашто ноћу иде у стару крипту и ко је тај човек кога тамо среће?
- Зашто су спаљене људске кости пронађене у пећи у Шоскомбу?

Холмс одлучује да истражи случај на лицу места. Он и доктор Вотсон одлазе у Беркшир представљајући се као пецароши и сазнају неке занимљиве ствари. Гостионичар у крчми у којој су одсели је онај који сада поседује пса леди Беатрис, и то прилично скупе расе, коју он иначе не би могао да приушти.
Уз дозволу гостионичара, Холмс изводи пса у шетњу и одлази до Шоскомба, где га пушта када кочија леди Беатрис прође кроз капију. Пас у почетку ентузијастично јури напред, али онда побегне од ужаса. Онда, иако су собарица и леди Беатрис наводно једине две особе у кочији, мушки глас виче „Вози даље!”
Затим ту је и крипта. Џон Мејсон примећује да више нема раније пронађених костију. Холмс проналази ковчег са свежим, замотаним телом у њему. Управо тада стиже сер Роберт, хватајући Холмса и Вотсона на делу. Након што је Холмс јасно рекао да је закључио већину необичних дешавања, сер Роберт позива њега и Вотсона назад у кућу и објашњава све.
Отприлике недељу дана раније, леди Беатрис је умрла од отока, а сер Роберт се осећао принуђеним да ту чињеницу држи у тајности како повериоци не би насрнули на Шоскомб пре него што би он имао прилику да победи у дербију и отплати све своје дугове. Он и служавкин муж сакрили су тело у крипту, али су такође открили да морају да одложе старије тело — у пећ. Овај исти човек се такође облачио у одећу леди Беатрис и сваки дан заузимао њено место у кочији. Пас је знао шта се догодило тако да би његова реакција могла да поквари цео план.
Холмс упућује случај полицији, али прича се завршава срећно. Шоскомб Принц побеђује на дербију, сер Роберт избегне било какву већу судску казну за оно што је урадио телу своје сестре, и отплаћује све своје дугове уз велики остатак.

## Историја објављивања
Приповетка је први пут објављена у америчком часопису Liberty у марту 1927. године, као и у британском часопису The Strand Magazine месец дана касније. Прича је објављена са седам илустрација Фредерика Дора Стила у часопису Liberty, и са пет илустрација Френка Вајлса у часопису The Strand. Уврштена је у збирку кратких прича Архива Шерлока Холмса, која је објављена у Уједињеном Краљевству и САД у јуну 1927. године.

## Адаптације

### Телевизија
Приповетка је прилагођена за серију Шерлок Холмс из 1968. са Питером Кушингом. Епизода је данас изгубљена.
Прича је такође драматизована 1990. године за епизоду серије Авантуре Шерлока Холмса, са Џеремијем Бретом у главној улози. Џуд Ло, који је касније играо доктора Вотсона у филмовима Шерлок Холмс (2009) и Шерлок Холмс: Игра сенки (2011), у овој епизоди је тумачио Џоа Барнса, младића који је опонашао леди Беатрис.

### Радио и аудио драме
Едит Мејзер је адаптирала ову приповетку као епизоду америчке радио-серије Авантуре Шерлока Холмса. Емитована је 30. марта 1931. са Ричардом Гордоном као Холмсом и Лијем Ловелом као др Вотсоном.
Друге драматизације приче, које је такође адаптирала Мејзерова, емитоване су у америчкој радио-серији Нове авантуре Шерлока Холмса 9. марта 1941. (са Бејзилом Ратбоном као Холмсом и Најџелом Брусом као Вотсоном) и 15. фебруара 1948. (са Џоном Стенлијем као Холмсом и Алфредом Ширлијем као Вотсоном).
Радио-адаптација приче емитована је 1959. на BBC Light програму, као део радио-серије из 1952–1969, у којој су глумили Карлтон Хобс као Шерлок Холмс и Норман Шели као др Вотсон. Адаптирао ју је Мајкл Хардвик, а у споредним улогама су се нашли Фредерик Тревс као Џон Мејсон и Роналд Бадили као Џозаја Барнс.
Аудио драма заснована на причи објављена је на једној страни LP плоче из 1971. у серији снимака са Робертом Хардијем као Холмсом и Најџелом Стоком као Вотсоном. Драматизирали су је и продуцирали Мајкл Хардвик (који је адаптирао верзију исте приче за BBC из 1959) и Моли Хардвик.
Приповетка је драматизован за BBC Radio 4 током 1994. године од стране Мајкла Бејквела као део радио серије из 1989–1998. у којој су глумили Клајв Мерисон као Холмс и Мајкл Вилијамс као Вотсон. Поред њих су се појавили Николас ле Превост као Џон Мејсон, Доналд Пикеринг као сер Роберт и Дезмонд Левелин као Палфримен.
Године 2006, прича је адаптирана за радио као епизода Класичних авантура Шерлока Холмса, серије у америчкој радио-емисији Imagination Theatre, са Џоном Патриком Лоуријем као Холмсом и Лоренсом Албертом као Вотсоном.